# ماكس أوبنهايمر
ماكس أوبنهايمر (بالألمانية: Max Oppenheimer)‏ (و. 1885 – 1954 م) هو رسام نمساوي، ولد في فيينا، توفي في نيويورك، عن عمر يناهز 69 عاماً.

## التعليم
تعلم في أكاديمية الفنون الجميلة في فيينا
.

## وصلات خارجية
- ماكس أوبنهايمر على موقع IMDb (الإنجليزية)

- ماكس أوبنهايمر في قاعدة بيانات الأفلام على الإنترنت